# Bomba guiada por laser

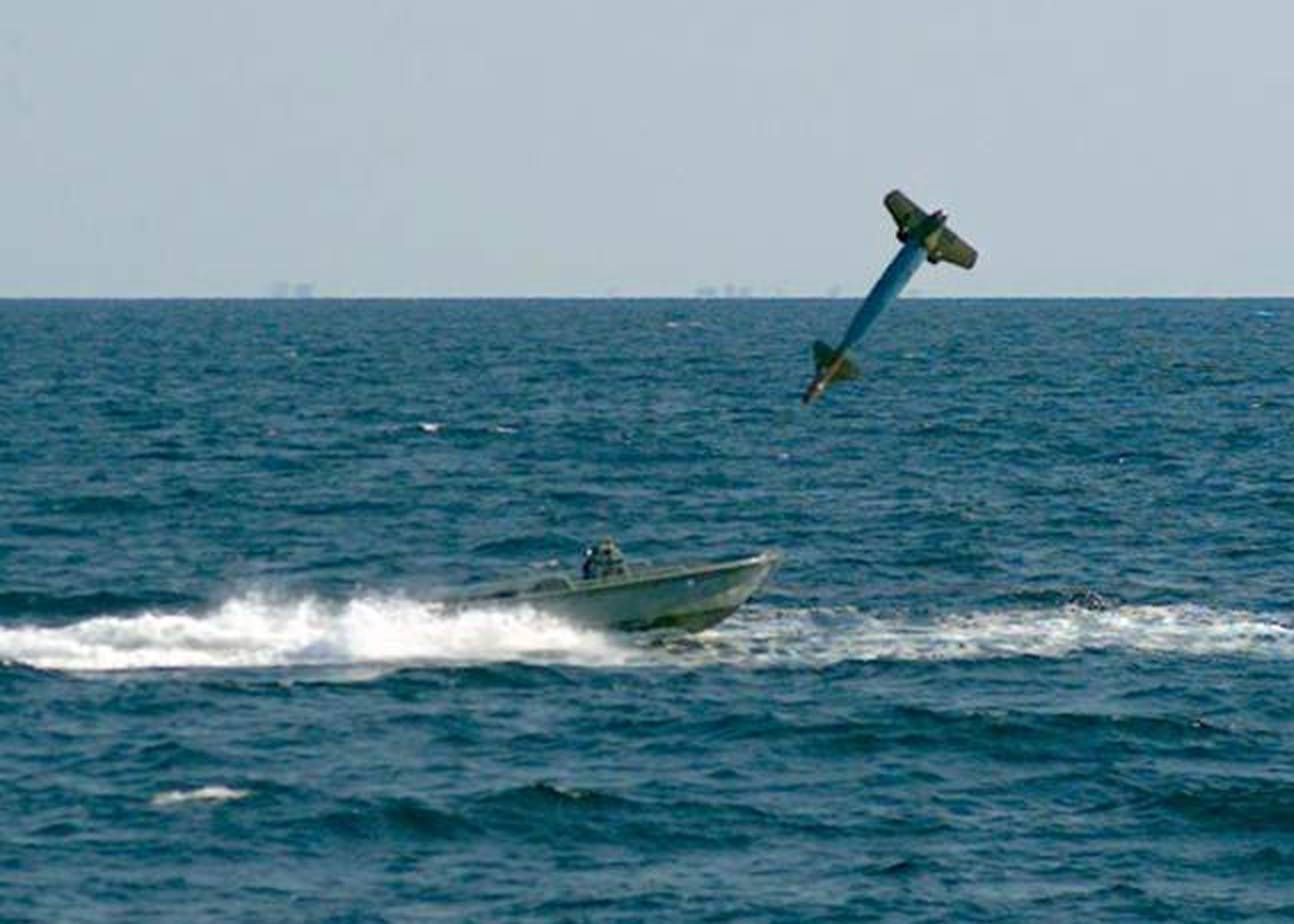
Uma GBU-10 sendo testada.

O conceito do uso de bombas guiadas a laser foi sugerido pela primeira vez em 1965 por Weldon Word, que trabalhava na companhia Texas Instruments, nos Estados Unidos.
Pela primeira vez pensou-se em utilizar o laser não como uma arma em si, mas como um sistema de guia para armas. O armamento guiado por laser redefiniu o velho princípio da doutrina de bombardeio em massa, já não era necessário atacar um alvo com uma enorme quantidade de bombas para que só algumas delas acertem o objetivo, bastava somente uma LGB (Laser Guided Bomb) para se destruir qualquer alvo com precisão.
Desenvolvido no final da década de 1960, o sistema de bombas guiadas por laser foi muito empregado pelos americanos no Vietnã (1965-1975), onde foram lançadas mais de 25.000 com 68% de acerto.
Um dos mais famosos ataques foi lançado contra a ponte de Thanh Hoa, em maio de 1972. Esta ponte teria resistido a inúmeros ataques convencionais, até ser destruída em um ataque que empregou quatorze jatos F-4 Phantom, armados com bombas laser.